# Olof Verelius
Olof Verelius, a volte citato anche come Olaus, (Häsleby, 12 febbraio 1618 – Uppsala, 3 gennaio 1682), è stato uno storico svedese, esperto nel campo delle antichità nordiche, che pubblicò la prima edizione di una saga e il primo dizionario norreno-svedese e ritenuto il fondatore della scuola iperborea che portò alla nascita del goticismo.

## Biografia
Nacque nella parrocchia di Häsleby nella contea di Jönköping, dal reverendo Nicolaus Petri e da sua moglie Botilda Olofsdotter, ma in gioventù adottò il soprannome di Verelius. Studiò a Dorpat (oggi Tartu, Estonia) nel 1633 e ad Uppsala nel 1638 divenne tutor dei figli di Axel Oxenstierna, e nel 1648–50 fece un viaggio all'estero che lo portò a fare un discorso a Leida sulla Pace di Westfalia ed a Parigi in occasione dell'incoronazione di Cristina di Svezia.
Verelius venne chiamato a ricoprire la cattedra di retorica presso Dorpat nel 1652, ma decise di non accettare l'offerta. Invece, nel 1653, divenne amministratore dell'Accademia di Uppsala, una posizione che mantenne fino al 1657, quando ottenne un posto di insegnante di storia. Nel 1662 ottenne la cattedra in antichità svedesi all'Università di Uppsala, creata appositamente per lui. In 1666 he also became national archivist, and assessor in the newly founded College of Antiquaries (in svedese: Antikvitetskollegium). Nel 1675 e nel 1679 rispettivamente, rassegnò le dimissioni da questi incarichi. Nel 1679, pur mantenendo la cattedra, divenne bibliotecario dell'università. Morì a Uppsala il 3 gennaio 1682.

## Opere
Lo studente islandese Jón Rugman Jónsson, che aveva intenzione di andare a studiare a Copenaghen ma finì in Svezia, aveva portato un certo numero di testi di una saga nordica a Uppsala, e li aveva copiati come lettura di piacere. Con il suo aiuto non accreditato nella traduzione nel 1664 Verelius pubblicò la prima edizione di una saga islandese, assieme alla traduzione in lingua svedese: Gautreks saga, sotto il titolo Gothrici & Rolfi Westrogothiæ regum historia lingua antiqua Gothica conscripta. Seguì Herrauds och Bosa saga (Bósa saga ok Herrauðs) nel 1666 e Hervarar saga (Hervarar saga ok Heiðreks) nel 1672. Verelius scrisse anche il primo dizionario della lingua norrena redatto da un non islandese, Index linguæ veteris scytho-scandicæ sive gothicæ, iniziato nel 1681 e pubblicato dopo la sua morte da Olaus Rudbeck nel 1691. Egli era probabilmente più noto all'estero per la sua Hervarar saga.
Nel 1675 pubblicò un manuale di iscrizioni runiche svedesi in latino e svedese, Manuductio ad runographiam. Questo costituiva la continuazione delle ricerche di Johannes Bureus sulle rune e fu un lavoro significativo, sebbene limitato, per esempio, supponendo che le rune potevano essere derivate dall'alfabeto greco.
Al ritorno dal suo viaggio all'estero, Verelius scrisse Epitomarum Historiæ Svio-Gothicæ libri quattuor et Gothorum extra patrium gestarum libri duo, una visione patriottica dell'antica storia svedese. Questa fu pubblicata nel 1730 e divenne nota per il suo buon latino..

## Visione e controversie
Verelius viene considerato il fondatore della scuola iperborea in svedese, che riteneva i goti il popolo indicato come Iperborei nella letteratura greca, il che ha dato luogo al goticismo e l'allievo di Verelius, Rudbeck ne divenne il sostenitore più importante.
Dal 1672 al 1681 lui e Johannes Schefferus dibatterono aspramente sul paganesimo norreno al tempio di Uppsala. Schefferus in Upsalia, pubblicato nel 1666, sostenne che il tempio era sito al centro della città moderna. Verelius contestò tale affermazione nelle sue note di saga Hervör, sostenendo che il tempio era sul sito della chiesa di Gamla Uppsala. Nel 1678, Verelius pubblicò degli estratti da Bishop Karl's Chronicle in supporto alle sue tesi, ma il documento era falso, perché Verelius e Rudbeck non potevano averlo conosciuto. In ogni caso la visione di Verelius, anche se meno basata su un sobrio studio rispetto a Schefferus—egli considerava la torre della chiesa di Gamla Uppsala un comportamento predatorio sul cristianesimo ed essere identica al tempio pagano— si rivelò corretta.